# Companhia Ferro-Carril de São Cristóvão

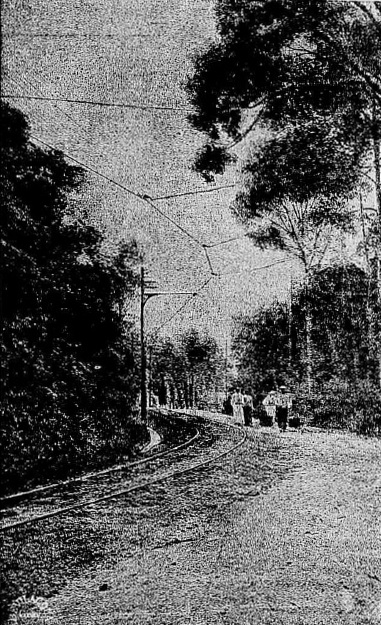
Uma curva na linha, 25 de outubro de 1904

A Companhia Ferro-Carril de São Cristóvão foi uma empresa de transportes públicos no Rio de Janeiro.

## História
Sucedeu a "Rio de Janeiro Street Railway Company", empresa de grande porte de capital estadunidense que havia sido fundada em 1869 para explorar o serviço de transporte público por meio de trens que corriam sobre trilhos de ferro (carris), puxados por burros ou mulas.
Foi adquirida por capitalistas brasileiros em 1873, quando passou a se denominar "Companhia Ferro-Carril de São Cristóvão", transferindo a sua sede de New York para o Rio de Janeiro.
A linha que explorava partia do Largo de São Francisco, no centro histórico da cidade, até ao bairro de São Cristóvão, inaugurada ainda em 1873. Em dois anos, instalou ramificações até ao Caju, o Rio Comprido e a Tijuca.
À época do Império atendia ao transporte dos abastados moradores de São Cristóvão mas, após a Proclamação da República do Brasil, com a perda de prestígio para os novos empreendimentos imobiliários na Zona Sul, e diante da transformação do bairro em área industrial, a empresa passou a transportar operários.
Em seu auge, a empresa chegou a possuir um quantitativo de 150 carros, 2000 animais e 600 empregados.